# Plectocephalus
Plectocephalus es un género  de plantas con flores perteneciente a la familia de las asteráceas. Comprende 10 especies descritas y de estas, solo 2 aceptadas.

## Taxonomía
El género fue descrito por David Don  y publicado en The British Flower Garden, . . . series 2 1: sub t. 51. 1830.

## Especies aceptadas
A continuación se brinda un listado de las especies del género Plectocephalus aceptadas hasta febrero de 2015, ordenadas alfabéticamente. Para cada una se indica el nombre binomial seguido del autor, abreviado según las convenciones y usos.
- Plectocephalus rothrockii (Greenm.) D.J.N.Hind
- Plectocephalus varians (A.Rich.) C.Jeffrey in Cufod.